# Nombre de Leyland
En teoria de nombres, un nombre de Leyland és un nombre de la forma
{\displaystyle x^{y}+y^{x}}
on x i y són nombres enters majors que 1. Porten el nom del matemàtic Paul Leyland.
El requeriment que x i y siguin majors que 1 és important, perquè sense aquest tot enter positiu seria un nombre de Leyland de la forma x¹ + 1x.
A més, per la propietat commutativa de la suma, es pot considerar x ≥ y sense pèrdua de generalització; per tant tenim que x ≥ y > 1.

## Primers de Leyland
Els primers de Leyland són nombres de Leyland que a més són primers.

## Nombres de Leyland del segon tipus
Els nombres de Leyland del segon tipus són una variant dels nombres de Leyland, de la forma
{\displaystyle x^{y}-y^{x}}
on x i y són enters tals que x ≥ y > 1.